# Sydossetien
Sydossetien är ett omstritt territorium i Kaukasus. Området är erkänt som en del av Georgien av alla länder utom Ryssland, Nicaragua, Venezuela, Nauru och Syrien som erkänt Sydossetien som självständig stat.
Territoriet var tidigare ett autonomt område i Sovjetrepubliken Georgien. Nu är större delen av detta kontrollerat av den av Ryssland militärt understödda Republiken Sydossetien. Andra mindre delar av Sydossetien kontrolleras av den georgiska regeringen, som där skapat en temporär administrativ enhet, Provisoriska administrativa enheten Sydossetien) i april 2007, under ledning av etniska osseter (före detta medlemmar av separatistregeringen).

## Politisk status
Sydossetien betraktas av det internationella samfundet, som till exempel Förenta nationerna, Europeiska unionen, OSSE, Europarådet och NATO, som en integrerad del av Georgien. De flesta av världens länder erkänner Sydossetien som en del av Georgien. Sydossetien erkänns av de likaledes separatistiska territorierna Abchazien, Nagorno-Karabach och Transnistrien. Den 26 augusti 2008 erkände Ryssland Sydossetien.
Samtidigt organiserade Sydossetiens frälsningsunion sina egna val, i den mindre del av Sydossetien som kontrolleras av Georgien och främst bebos av etniska georgier. Dmitrij Sanakojev valdes där till ledare för den Provisoriska administrationen för Sydossetien.
Georgien satte den 13 juli 2007 upp en statlig kommission under ledning av premiärministern Zurab Noghaideli för att utveckla Sydossetiens autonoma status inom Georgien. Enligt de georgiska tjänstemännen ska denna status utvecklas inom ramen för ”en allomfattande dialog” med alla krafter och rörelser inom det ossetiska samhället.
Kosovo erkändes 2008 av många länder som en självständig stat. Det har Ryssland använt som prejudikat och erkänt Sydossetien som en självständig stat.

### Internationella uttalanden
Ryssland, Somalia, Nicaragua, Venezuela, Nauru och Syrien har erkänt Sydossetien som en självständig stat, och Belarus (tidigare vanligtvis kallat "Vitryssland") står i begrepp att göra det.
Bolivia och Iran kan tänka sig att erkänna Sydossetien; Kuba och Tadzjikistan har ännu inte erkänt staten, men stöder Ryssland i frågan. Kina har uttryckt sin förståelse för Rysslands agerande i frågan.
Övriga länder har inte erkänt Sydossetiens självständighet. Sydossetiens parlament har röstat för Rysslands självständighetsförklaring.

## Historia

### Medeltid och tidig modern tid
Osseterna är från början ättlingar till iransktalande stammar från Centralasien. De blev kristna under tidig medeltid och under georgiskt inflytande. De tvingades bort från sitt medeltida hemland söder om floden Don, i dagens Ryssland, under mongolernas härjningar. De utvandrade mot och även över Kaukasus mot Georgien där de bildade tre avskilda områden. Digor i väster kom under inflytande av det kabardiska folket, som introducerade islam. Tualläg i söder blev vad som nu är Sydossetien, en del av det historiska georgiska furstendömet Samachablo där osseterna fann en tillflykt från de mongoliska invasionerna. Iron i norr blev vad som nu är Nordossetien, under ryskt styre från 1767. De flesta osseter är nu kristna (ungefär 61 %); det finns dock en ansenlig muslimsk minoritet. De talar ossetiska som är ett iranskt språk.

### Sydossetien under Ryssland och Sovjetunionen

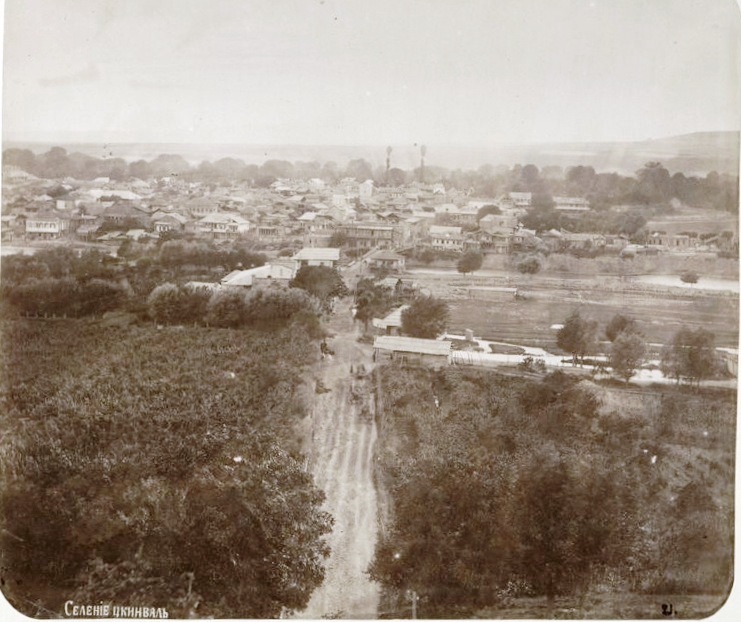
Rudnev, Tschinvali, 1886.

Det moderna Sydossetien, tillsammans med resten av Georgien, anslöt sig år 1801 till Kejsardömet Ryssland. Efter den ryska revolutionen blev Sydossetien en del av den mensjevikiska Georgiska demokratiska republiken, medan Nordossetien blev en del av Tereks Sovjetrepublik, som organiserats av röda kosacker. Området drabbades under den georgisk-ossetiska konflikten mellan 1918–1920 av mindre sammandrabbningar mellan georgiska regeringstrupper och osseter ledda av ossetiska och georgiska bolsjeviker 1920.
Den georgiska sovjetregeringen som i mars 1921 etablerades av den ryska 11:e Röda armén, skapade det sydossetiska autonoma distriktet, oblast, i april 1922. Även om osseterna hade sitt eget språk (ossetiska), så var ryska och georgiska officiella språk.
Under sovjettidens styre så hade Sydossetien ett visst mått av autonomi, inräknat rätten att tala och undervisa i skolorna på det ossetiska språket.

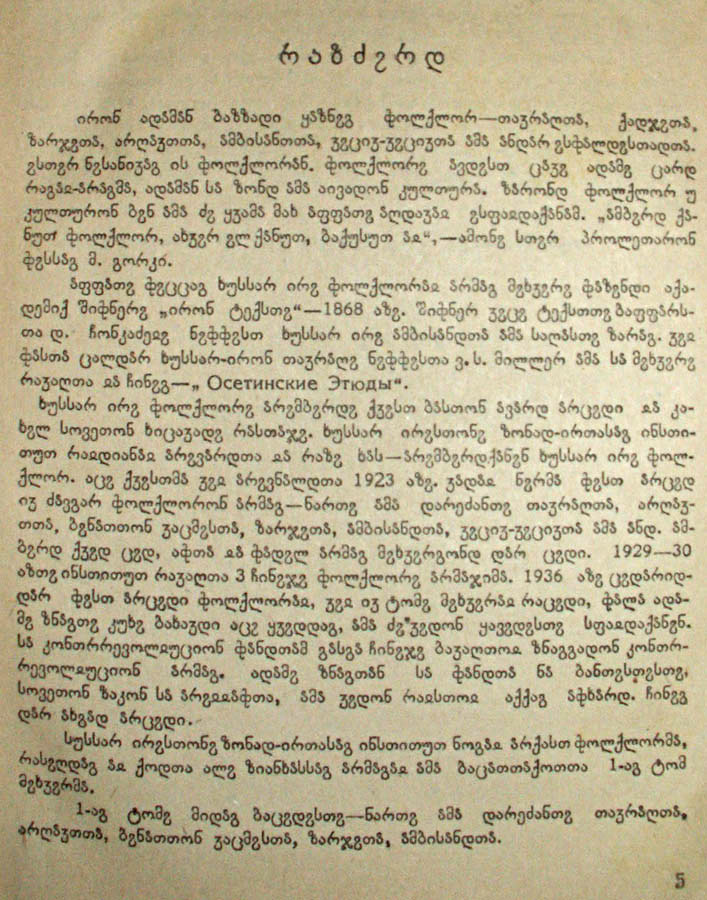
"Ossetisk folklore" 1940 (förord, sidan 5) – ett exempel på användning av det georgiskt alfabetet använt för ossetiska mellan 1938 och 1954, då det ersattes av det kyrilliska, som redan användes för samma språk i Nordossetien.

### Den georgisk-ossetiska konflikten (bakgrund)
Spänningarna i området började öka när nationalismen ökade hos både georgier och osseter 1989. Fram till dess levde de två folkgrupperna i fred med varandra undantaget händelserna 1920. Båda nationaliteterna har haft en hög andel av integration sinsemellan, inkluderat många blandäktenskap.
Under samma år krävde den inflytelserika sydossetiska folkfronten (Ademon Nychas) förening med Nordossetien som ett steg för att säkra osseternas autonomi. Den 10 november 1989 godkände Sydossetiens högsta sovjet ett beslut att förena Sydossetien med den nordossetiska ASSR, en del av Ryssland. Dagen efteråt upplöste det georgiska parlamentet detta beslut och avskaffade Sydossetiens autonomi. Dessutom godkände det georgiska parlamentet censur och stängning av nyhetstidningar och förbud mot demonstrationer.
Efter Georgiens självständighet 1991 under nationalistledaren Zviad Gamsachurdia, deklarerade den georgiska regeringen att det georgiska språket skulle bli det enda administrativa språket i hela landet. Genom hela sovjeteran var georgiskan, tillsammans med ryskan, de statliga och administrativa språken, eftersom det var stipulerat så i båda konstitutionerna från 1936 och 1979 för det Georgiska SSR. Detta orsakade stora bekymmer i Sydossetien, vars ledare krävde att ossetiska skulle vara deras officiella språk. Den ossetiska minoriteten fortsatte att sträva efter större autonomi, men konfronterades med ökande nationalistiska stämningar hos den georgiska majoriteten. En våldsam konflikt bröt ut mot slutet av 1991 där många sydossetiska byar anfölls och brändes ner liksom georgiska hus och skolor i Tschinvali, Sydossetiens huvudstad. Det resulterade i cirka 1 000 döda och ungefär 100 000 etniska osseter drevs på flykt från Sydossetien och resten av Georgien, De flesta flydde över gränsen till Nordossetien. Ytterligare 23 000 etniska georgier flydde från Sydossetien till Georgien. Många sydosseter blev förflyttade till obebodda platser i Nordossetien från vilka ingusjer hade fördrivits av Stalin 1944, vilket ledde till konflikter mellan osseter och ingusjer över rätten till bosättning på det före detta ingusjiska territoriet. Enligt vissa beräkningar bodde det 45 000 etniska osseter och 17 500 etniska georgier i Sydossetien år 2007.

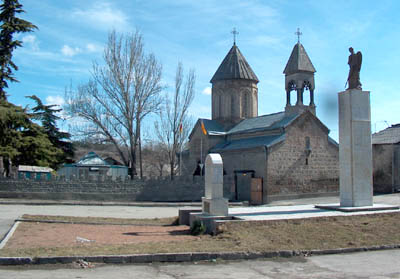
Monument i Tschinvali. över offren i den georgisk-ossetiska konflikten.

 Georgien tvingades 1992 att godta ett eldupphör för att undvika en större konflikt med Ryssland. Den georgiska regeringen och sydossetiska separatister uppnådde en överenskommelse för att undvika våld mot varandra, och Georgien skulle avstå från att införa sanktioner mot Sydossetien. En fredsbevarande styrka av osseter, georgier och ryssar placerades ut. Den 6 november 1992 började Organisationen för säkerhet och samarbete i Europa (OSSE) att övervaka de fredsbevarande operationerna.
Från dess fram till mitten av 2004 var Sydossetien för det mesta fredligt, med en lokal icke-georgisk (delvis ryskstödd) militär kontroll, kommers i ryska rubel, och en befolkning med till 4/5 ryska pass.

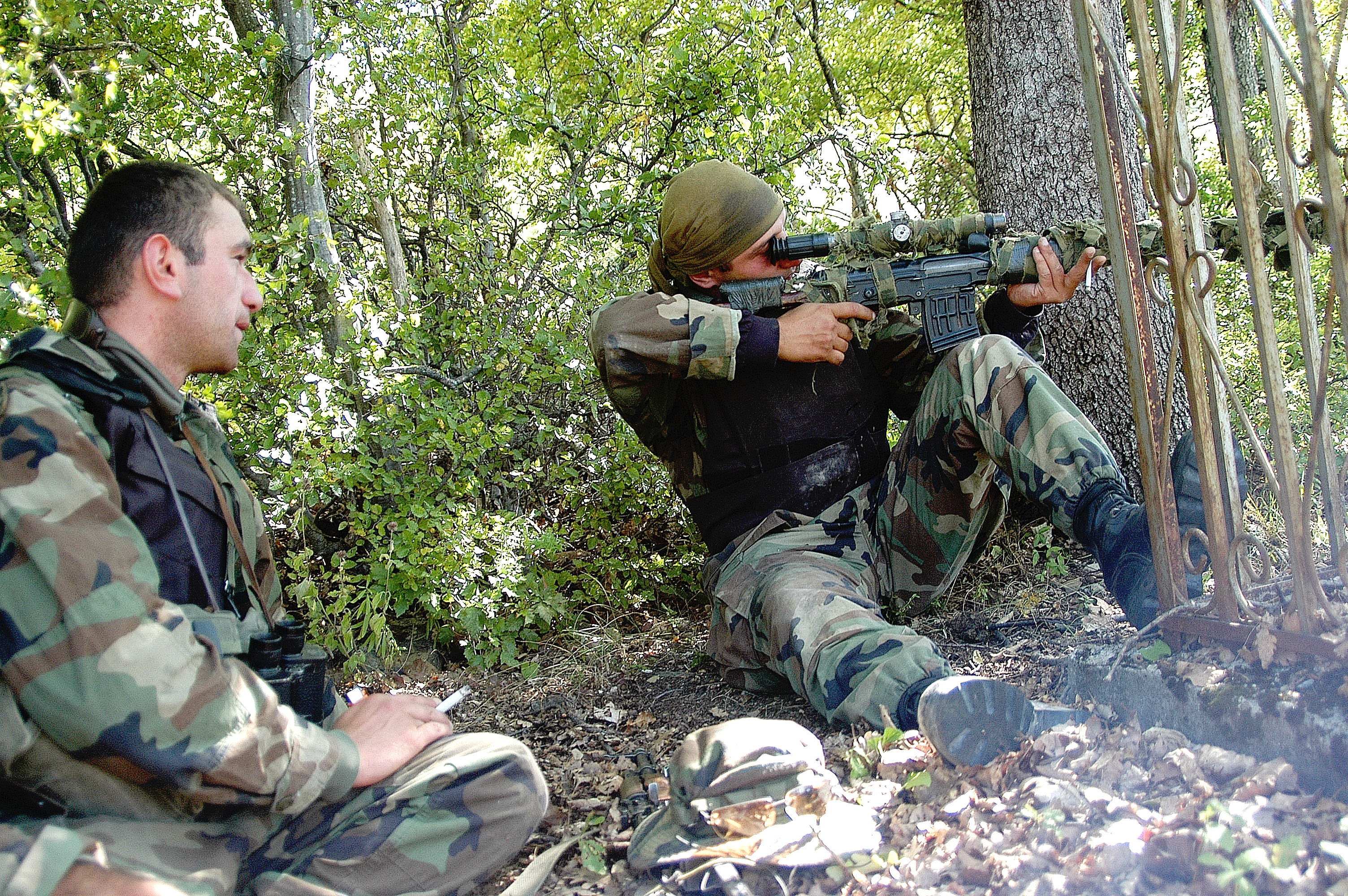
Georgiska soldater 2004.

I juni 2004 började spänningarna öka, allteftersom de georgiska myndigheterna ökade sina ansträngningar i kampen mot smuggling inom området. Gisslantagningar, skottlossningar och enstaka bombdåd dödade och skadade dussintals människor. Ett eldupphör nåddes 13 augusti trots att det bröts upprepade gånger. Från 2004 var situationen i flera år spänd men för det mesta fredlig, även om Moskva och Tschinvali betraktade den georgiska militära upprustningen med oro. Den georgiska regeringen protesterade mot den ständiga ryska ekonomiska och politiska närvaron i området, såväl som den okontrollerade militären på den sydossetiska sidan. Den betraktade också de fredsbevarande styrkan som icke neutral och krävde att den skulle bytas ut. Denna kritik fick stöd av till exempel Richard Lugar men trots detta avslog Javier Solana, Europeiska unionens högste representant för utrikes och säkerhetspolitik, möjligheten att ersätta de ryska fredsbevararna med en EU-styrka den 5 oktober 2006. EU:s utsände för södra Kaukasus Peter Semneby bekräftade senare att "Rysslands handlingar i det georgisk-ryska spionbråken 2006 har skadat dess trovärdighet som neutral fredsbevarare i EU:s närområde vid Svarta havet."

### Konfliktens upptrappning sommaren 2008

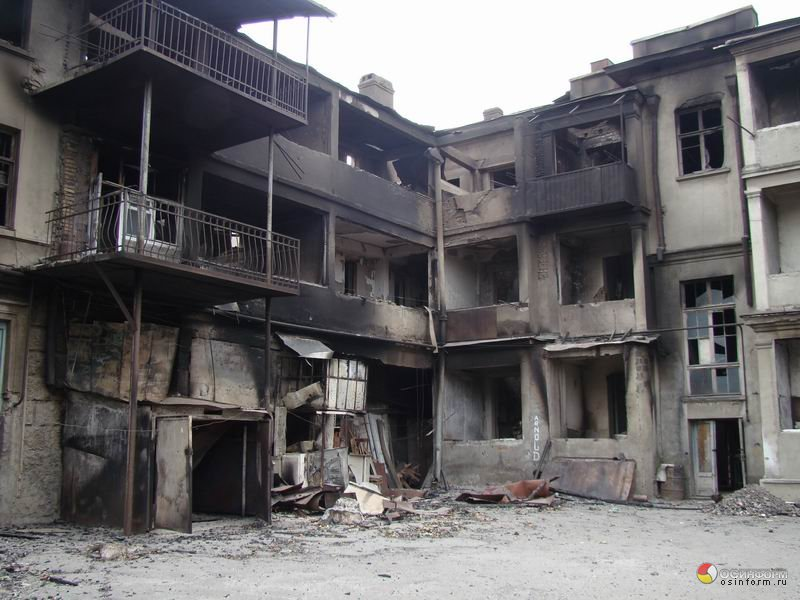
En förstörd byggnad i Tschinvali efter kriget.

Under sommaren 2008 trappades striderna upp. Spänningarna i området hade under flera månader ökat, bland annat på grund av Georgiens närmande till Nato och omvärldens reaktioner på Kosovos självständighetsförklaring som av flera omstridda territorier tolkats som ett prejudikat. 
Konflikten trappades upp under början av augusti och både den georgiska och den sydossetiska sidan beskyllde den andra sidan för att vara den drivande i konflikten. Detta förklarades delvis med att större makter som Ryssland, EU och USA är engagerade i konflikten och att det var viktigt att få stöd för den egna bilden av hur konflikten har uppstått, enligt Sveriges ambassadråd i Georgien. Flera personer från båda sidor dödades i konflikten, såväl militära som civila och den 7 augusti höll FN:s säkerhetsråd ett möte om situationen, på Rysslands begäran. Samtidigt kom sidorna i konflikten överens om vapenvila, vilken dock bröts efter bara några timmar. Georgiska stridsflygplan gick under morgonen den 8 augusti till angrepp mot huvudstaden Tschinvali. Den abchaziska armén och frivilliga från utbrytarrepubliken Abchazien och Ryssland uppgavs under samma morgon vara på väg till Sydossetien för att strida på separatisternas sida mot de georgiska soldaterna. Senare samma dag bekräftade Vladimir Putin att soldater inom de ryska fredsbevarande trupperna i området dödats och det kom uttalanden om att Ryssland inte skulle acceptera att ryska medborgare skadas. I Sydossetien har många invånare ryskt medborgarskap. Den georgiska sidan hävdade att ryska stridsflygplan redan under morgonen hade bombat mål i Georgien, men detta bekräftades inte av den ryska sidan. Trots att FN:s säkerhetsråd förmiddagen den 8 augusti inte kunde enas om något uttalande under kom många uppmaningar till lugn från världens ledare. OSSE, Organisationen för säkerhet och samarbete i Europa, bjöd in parterna i stridigheterna till fredssamtal i Helsingfors snarast möjligt.
Efter kriget saknar den georgiska regeringen helt kontroll över territoriet. Den 22 augusti bad den sydossetiska regeringen Ryssland att officiellt erkänna områdets självständighet, vilket Ryssland gjorde den 26 augusti.

## Politik
Republiken Sydossetien består av ett lapptäcke av georgiskbebodda och ossetiskbebodda städer och byar runt den huvudsakligen ossetiska staden Tschinvali. Huvudstaden och det mesta av de andra ossetiskbebodda samhällena styrs av separatistregeringen i Tschinvali, medan de georgiskbebodda byarna styrs av den georgiska regeringen. Denna närhet och blandning mellan de två etniska grupperna har gjort konfliktsituationen i Sydossetien särskilt farlig eftersom varje försök att skapa ett etniskt rent område skulle kräva en storskalig folkomflyttning.
Den politiska frågan väntar fortfarande på sin lösning och de sydossetiska separatistmyndigheterna styr området helt oberoende av Tbilisi. Även om samtal har förts mellan de båda sidorna så har få framsteg gjorts under Eduard Sjevardnadzes regering (1993–2003). Hans efterträdare Micheil Saakasjvili (vald 2004) gjorde frågan om att stärka den georgiska regeringens auktoritet till en politisk prioritet. Efter att framgångsrikt ha hävt den sydvästliga provinsen Adzjariens de facto självständighet i maj 2004, har han pläderat för att sträva efter en liknande lösning i Sydossetien. Efter striderna 2004 har den georgiska regeringen ökat sina ansträngningar för uppmärksamma det här problemet internationellt. Den 25 januari 2005 presenterade president Saakasjvili vid Europarådets parlamentariska församlings (PACE) möte i Strasbourg en georgisk idé för att lösa den sydossetiska konflikten. Den amerikanska regeringen och OSSE uttryckte sent i oktober sitt stöd för den georgiska handlingsplan som presenterats av premiärminister Zurab Noghaideli vid OSSE:s Permanenta Råd i Wien den 27 oktober 2005. Den 6 december antogs en resolution av OSSE:s ministerråd i Ljubljana som stödjer den georgiska fredsplanen, vilken förkastades omgående av de sydossetiska de facto-myndigheterna.

### Provisoriska administrationen i Sydossetien (2006–07)
Sydossetiens frälsningsunion grundades i oktober 2006 av etniska osseter som var uttalade kritiker och utgör en allvarlig opposition till separatisterna under Eduard Kokojty. 
Gruppen, som leds av den forne försvarsministern och senare premiärministern i separatistregeringen, Dmitrij Sanakojev organiserade det så kallade alternativa presidentvalet 12 november 2006 – parallellt med de val som hölls av separatistmyndigheterna i Tschinvali. Ett högt valdeltagande rapporterades av den alternativa valkommissionen, som uppskattade att över 42 000 väljare från både ossetiska (Dzjava-distriktet och Tschinvali) och georgiska (Eredvi, Tamarasjeni, m.fl.) samhällen i Sydossetien, och Sanakojev rapporterades ha fått 96 procent av rösterna. I en annan folkomröstning som organiserades kort efter att frågan om att påbörja förhandlingar med Georgien om ett federalt arrangemang för Sydossetien fick detta stöd av 94 procent. Dessutom nekade Sydossetiens frälsningsunion en begäran från en georgisk organisation, “Multinationellt Georgien”, om att övervaka valet och de utlämnade resultaten antas mycket sannolikt vara friserade.
“Jag, Republiken Sydossetiens president, deklarerar inför Gud och nationen att jag kommer att skydda det sydossetiska folkets intressen... Jag kommer att ta hand om säkerheten, välståndet och återfödelsen av Sydossetien och dess folk”, sade Dimitrij Sanakojev i sin presidented, vilken han gav på de ossetiska och georgiska språken under installationsceremonin som hölls 1 december 2006.
Snart efteråt bildade Sanakojev sin regering, där Uruzmag Karkusov utsågs till premiärminister, Dzjemal Karkusov (f.d. inrikesminister i separatistregeringen) som inrikesminister och Maia Tjigoeva-Tsabosjvili (chef för den Tbilisi-baserade organisationen Iber-Ironi, den georgisk-ossetiska unionen) som utrikesminister.
“Detta är en historisk dag. För ett år sen kunde man knappast föreställa sig att sydossetiska flaggor kunde dyka upp i denna georgiskbebodda by” sade Vladimir Sanakojev, en av Sydossetiens frälsningsunions grundare.
Där fanns ett stort antal sydossetiska flaggor som också används av de sydossetiska separatistmyndigheterna, fladdrande sida vid sida med georgiska flaggor i Kurta, nära Tschinvali. Sydossetiska flaggor visas normalt i Tschinvali inom de separatistkontrollerade områdena i utbrytarregionen tillsammans med den ryska flaggan.
Trots Georgiens icke-våldsinriktade och utvecklingsorienterade steg så anser både den georgiska centralregeringen och Sanakojevs administration alla förhandlingar med Kokojtys regering som meningslösa på grund av dess beroende av Moskva. Å andra sidan betraktar ledningen i Tschinvali och en majoritet av sydosseterna i de områden som de kontrollerar Sanakojev som en "förrädare" och antar att Georgien vill tvinga fram en lösning på sina egna villkor visande "ringa respekt för deras aspirationer och fruktan".
Till en början var Sanakojevs enhet känt som "Sydossetiens alternativa regering", men under 2007 beslutade Georgiens centralregering att ge det officiell status och bildandet av den "provisoriska administrationen i Sydossetien" utropades den 13 april. Dmitrij Sanakojev utsågs till chef för den provisoriska administrationen i Sydossetien 10 maj 2007.
För första gången sen Sovjetunionens fall höll den före detta ossetiska separatistledaren ett tal inför det georgiska parlamentet 11 maj 2007. 
Angående den nuvarande situationen nämnde Sanakojev att separatisterna i Tschinvali tar instruktioner från “utländska rådgivare” som försöker hindra förtroende-uppbyggnad och provocera fram fientligheter mellan de två folkgrupperna.
I augusti 2007 startades 'Kokojty Fandarast', en politisk kampanj, av den sydossetiska frälsningsunionen och Vladimir Sanakojev, med ett klart mål "att göra sig av med Eduard Kokojty."

## Republiken Sydossetien
Republiken Sydossetien är en självutnämnd republik, och dess regering kontrollerar sedan augusti 2008 hela det territorium den gör anspråk på. Ryska och ossetiska är officiella språk. Huvudstad är Tschinvali (hette Staliniri mellan 1934 och 1961). Republiken har endast erkänts av Ryssland och inte av några andra länder eller internationella organisationer som FN, OSSE eller EU.

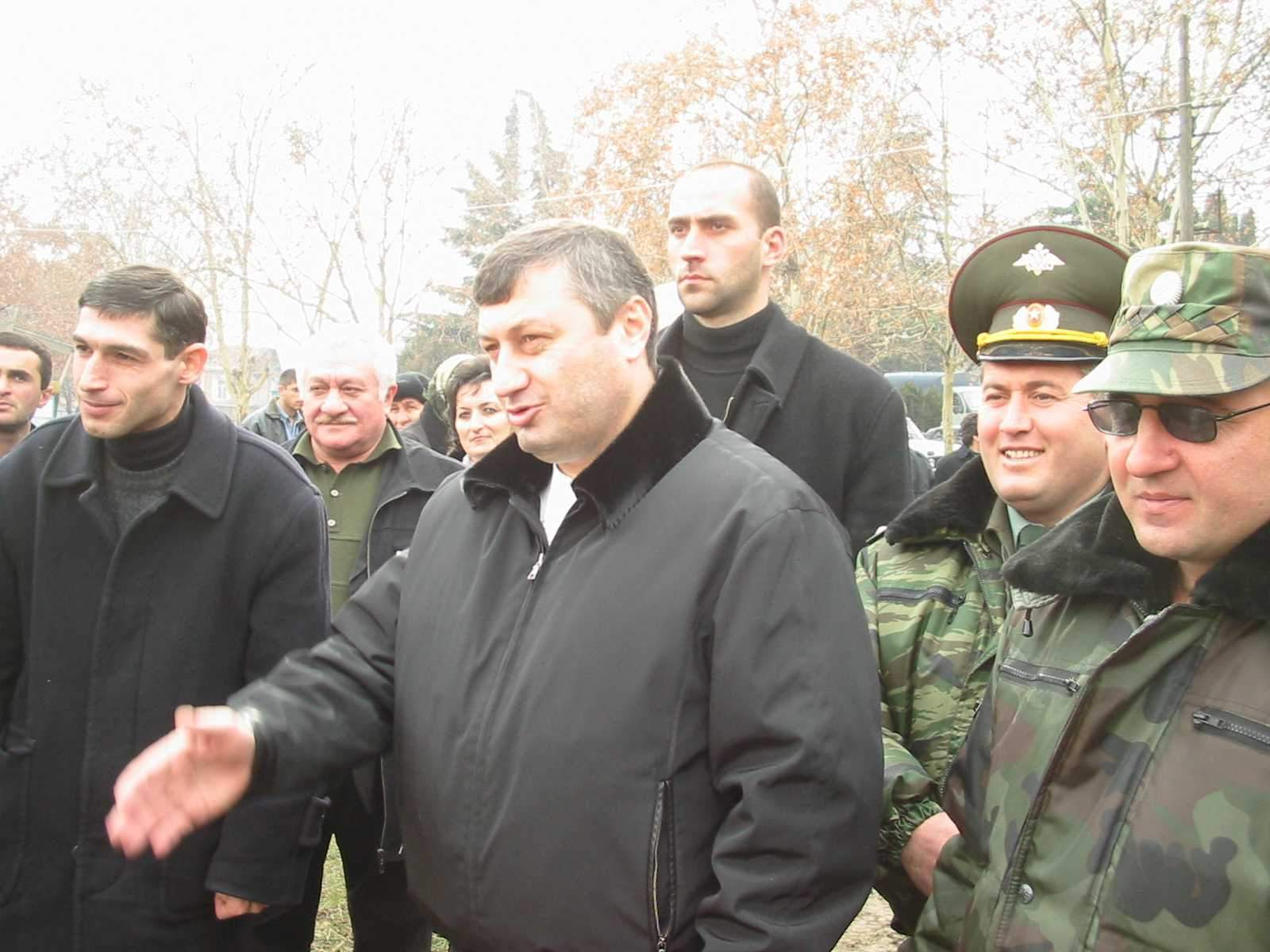
Eduard Kokojty, Republiken Sydossetiens president bränner narkotika vid en antidrogkampanj i Tschinvali.

### Folkomröstningar
Regeringen i den de facto självständiga republiken har hållit två folkomröstningar om självständighet, 1992 och 2006.
I båda röstade en stor majoritet för självständighet från Georgien. I den sistnämnda omröstningen röstade befolkningen nästan enhälligt (98–99 %) för självständighet från Georgien. Valdeltagandet var högt, flaggorna vajade och det firades över hela republiken. Folkomröstningarna har dock rönt klent erkännande i andra länder.
Den georgiska parlamentarikern Georgij Tsagarejsjvili deklarerade till exempel att "alla behöver fatta en gång för alla, att inga folkomröstningar eller val kommer att få Georgien att ge upp vad som tillhör det georgiska folket av Guds vilja". Europarådets ordförande Terry Davis kallade folkomröstningen "onödig, ohjälplig och orättvis" därför att etniska georgier inte gavs rätten att rösta i denna. EU:s speciella sändebud för södra Kaukasus, Peter Semneby sade exempelvis under ett besök i Moskva i september 2006 att "den sydossetiska folkomröstningens resultat kommer att betraktas som betydelselöst av Europeiska unionen". och att "denna folkomröstning inte kommer att bidra till en fredlig konfliktlösningsprocess i Sydossetien".
Rysslands utrikesdepartement beskrev däremot folkomröstningen som ett "fritt uttryck för det sydossetiska folkets vilja genom demokratiska procedurer" och uttalade att folkomröstningens resultat måste tas i beaktande av det internationella samfundet.
I början av 2015 slöt Ryssland avtal om ett mycket nära samarbete med Republiken Sydossetien – samtidigt som ett motsvarande avtal slöts med Republiken Abchazien. De båda avtalen ses av Georgien som att områdena närmast inlemmas i Ryska federationen. Rysslands agerande kan ses i ljuset av Georgiens västvänliga politik och vilja att både ansluta sig till Nato och EU.

### Internationellt besök
Republiken Sydossetien besöktes den 26 augusti 2006 av en delegation senatorer från USA, ledd av Arizonas senator John McCain. Gruppen besökte Tschinvali och träffade president Eduard Kokojty.

### Religion
Majoriteten av republikens befolkning är ortodoxa kristna, många av dessa tillhörande den rysk-ortodoxa kyrkan, eller kyrkan den sanna grekisk-ortodoxa kyrkan.

## Geografi

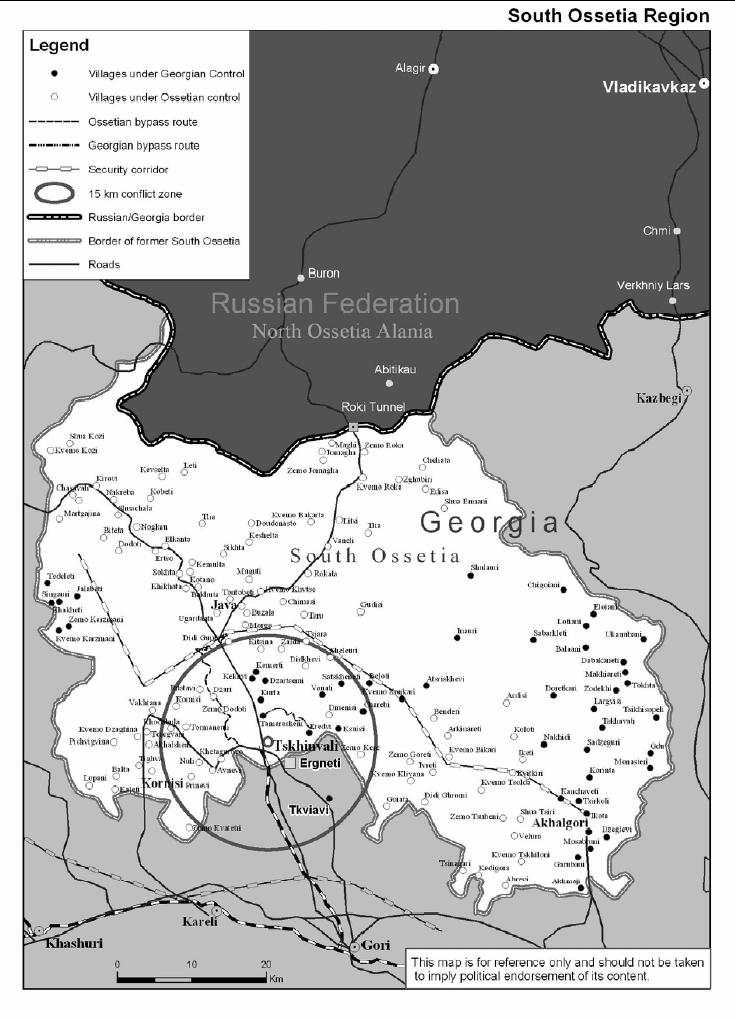
Detaljkarta över Sydossetien som visar vilka områden som stod under sydossetisk respektive georgisk kontroll i november 2004.

Sydossetien täcker ett område på omkring 3 900 km² på sydsidan av Stora Kaukasus, separerad av bergen från det mer tätbebodda Nordossetien (del av Ryssland) och löper söderut till Kura i Georgien. Området är mycket bergigt, och större delen av regionen ligger över 1 000 meter över havet.
Området har en yta på runt 3 900 km² och omkring 70 000 invånare, blandat georgier och osseter (byarna är omväxlande georgiska eller ossetiska, utan klara gränser). Tschinvali är områdets största stad, och utgör huvudstad i den separatistiska republiken.

## Demografi
Före den georgisk-ossetiska konflikten var ungefär två tredjedelar av Sydossetiens befolkning osseter och 25–30 procent georgier. Den nuvarande befolkningssammansättningen är okänd (se tabell).
| Årtal    | 1926            | 1939            | 1959            | 1970            | 1979            | 1989             |
| -------- | --------------- | --------------- | --------------- | --------------- | --------------- | ---------------- |
| Osseter  | 60 351 (69,1 %) | 72 266 (68,1 %) | 63 698 (65,8 %) | 66 073 (66,5 %) | 65 077 (66,4 %) | 65 200 (66,2 %)  |
| Georgier | 23 538 (26,9 %) | 27 525 (25,9 %) | 26 584 (27,5 %) | 28 125 (28,3 %) | 28 187 (28,8 %) | 28 700 (29,0 %)  |
| Ryssar   | 157 (0,2 %)     | 2 111 (2,0 %)   | 2 380 (2,5 %)   | 1 574 (1,6 %)   | 2 046 (2,1 %)   | (uppgift saknas) |
| Armenier | 1 374 (1,6 %)   | 1 537 (1,4 %)   | 1 555 (1,6 %)   | 1 254 (1,3 %)   | 953 (1,0 %)     | (uppgift saknas) |
| Judar    | 1 739 (2,0 %)   | 1 979 (1,9 %)   | 1 723 (1,8 %)   | 1 485 (1,5 %)   | 654 (0,7 %)     | (uppgift saknas) |
| Övriga   | 216 (0,2 %)     | 700 (0,7 %)     | 867 (0,9 %)     | 910 (0,9 %)     | 1 071 (1,1 %)   | 5 100 (4,8 %)    |
| Totalt   | 87 375          | 106 118         | 96 807          | 99 421          | 97 988          | 99 000           |

## Ekonomi
Efter kriget mot Georgien under 1990-talet har Sydossetien kämpat med sin ekonomi. Även om mindre än 10 procent av Sydossetiens landareal är uppodlat, så utgör jordbruket bas i ekonomin. Säd, frukt och viner är de största jordbruksprodukterna. Skogsbruk och boskapsuppfödning bedrivs också. Ett antal industrier existerar, särskilt runt huvudstaden Tschinvali. Folkmajoriteten överlever på självförsörjande jordbruk.
Arbetstillfällen och varor utifrån är sällsynta. Utöver detta har[när?] Georgien stängt av alla el-leveranser till området, vilket den sydossetiska regeringen kringgått genom att leda en elkabel till Nordossetien. Den viktigaste ekonomiska tillgången är kontrollen över Rokitunneln som förbinder Ryssland och Georgien, från vilken den sydossetiska regeringen verkar erhålla så mycket som en tredjedel av sin budget genom att ta ut transporttullar på godstrafiken. Separatisternas tjänstemän har bekräftat att Tschinvali mottagit mer än 60 procent av sina budgetinkomster 2006 direkt från den ryska regeringen.
Mot slutet av 2006 avslöjades en stor internationell förfalskningsverksamhet härrörande från Sydossetien av USA:s Secret Service och den georgiska polisen.